# チャールズ・F・ブラッシュ
チャールズ・フランシス・ブラッシュ（英語：Charles Francis Brush、1849年3月17日 - 1929年6月15日）は、アメリカ合衆国の技術者、発明家。1888年に風力発電の実験をしたことで知られる。

## 来歴

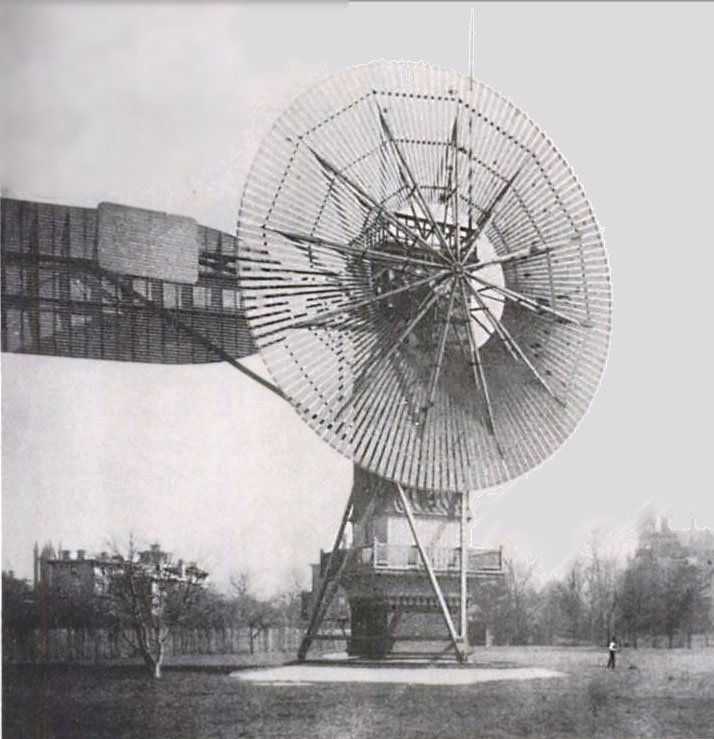
チャールズ・F・ブラッシュの風力発電機

1849年3月17日にオハイオ州ユークリッドで生まれた。ミシガン大学を卒業後、ウェスタン・リザーブ大学で博士号を取得した。1876年夏、馬に引かせた踏み車を動力源としたダイナモを組み立てた。1877年4月24日にアメリカ合衆国特許第 189,997号"Improvement in Magneto-Electric Machines"を出願している。ブラッシュはゼノブ・グラムの設計を基本としたが、周囲や輪の導線の一部が有効な磁界の外にあって、そのために熱を発していた。この設計を改良していき、環状電機子を元もとの円柱状ではなく円盤状にした。固定子は電機子の外周ではなく、円盤を両面から挟むように配置した。一方の面にS極の電磁石を2つとN極の電磁石を2つ配置し、電機子の円盤を挟んで反対側に反対の極の電磁石を配置している。Brush Electric Company が1881年に発売したダイナモの機種では、長さ89インチ、幅28インチ、高さ36インチで、重量は4,800ポンドであり、1分間に約700回転の速度で動作した。当時世界最大のダイナモと言われていた。これを使って40個のアーク燈を灯すのに、36馬力を必要とした。1888年から1908年まで20年間にわたって直径17m144枚のブレードからなる巨大な多翼風車で12kWの風力発電を実施した。

## 特許
- アメリカ合衆国特許第 189,997号
- アメリカ合衆国特許第 219,210号
- アメリカ合衆国特許第 427,548号
- アメリカ合衆国特許第 276,348号
- アメリカ合衆国特許第 275,985号
- アメリカ合衆国特許第 261,995号
- アメリカ合衆国特許第 262,533号
- アメリカ合衆国特許第 260,652号
- アメリカ合衆国特許第 263,758号
- アメリカ合衆国特許第 461,420号
- アメリカ合衆国特許第 312,807号
- アメリカ合衆国特許第 428,742号
- アメリカ合衆国特許第 746,452号
- アメリカ合衆国特許第 263,757号
- アメリカ合衆国特許第 293,712号
- アメリカ合衆国特許第 466,953号
- アメリカ合衆国特許第 260,651号
- アメリカ合衆国特許第 395,378号
- アメリカ合衆国特許第 212,183号

## 文献
- 牛山泉, 「風力発電のルーツを訪ねて」『風力エネルギー』 19巻 2号 1995年 p.13-18, 日本風力エネルギー学会, doi:10.11333/jwea1977.19.2_13。
- 北嶋守, 「デンマークにおける風力発電機の普及と産業化のプロセス--農機具鉄工所を世界企業に変貌させた技術・組織・制度 (PDF) 」 機械経済研究 39 (2008): 1-16, NAID 40015934436。